# Hul i hovedet
Hul i hovedet er et nyt (2008) dansk tv-program, der bliver sendt på TV3+. Det hedder Human Tetris, og det gælder om at forme sig som figuren på væggen der kommer kørende mod en. Hvis man gør det forkert, ryger man direkte i poolen bag en. Man score point ved at gennemføre figuren, det som kaldes: (CLEAR). Hvis man ikke gør det står der (NOT CLEAR). I Hul i Hovedet er det Uffe Holm der er vært. 
Den tidligere danske nøgenmodel, Kira Eggers, slog sig alvorligt under optagelserne til showet. Hun fik foden ned i en af skinnerne hvor vægen kører på, hvilket medførte et ophold på hospitalet, samt et sikkerhedstjek af showet.